# Oselci
Oselci (estonsko saarlased) so bili zgodovinsko ljudstvo, ki je pred severnimi križarskimi vojnami v 13. stoletju živelo na estonskem otoku Saaremaa (Ösel) v Baltskem morju. V pisnih virih iz približno tistega časa se je otok imenoval tudi Oeselia ali Osilia. V literaturi vikinške dobe so prebivalce Oeselije pogosto imenovali "Vikingi iz Estonije", kot je zapisal danski zgodovinar in teolog Saxo Grammaticus konec 12. stoletja. Najzgodnejša znana uporaba besede v pisni (latinizirani) obliki,"Oeseljani", je v Henrikovi kroniki Livonije iz zgodnjega 13. stoletja. Prebivalci Saaremae (Ösel) so omenjeni tudi v številnih zgodovinskih pisnih virih iz estonske vikinške dobe. 
Na predvečer severnih križarskih vojn so bili takratni prebivalci Saaremae opisani tudi v Livonski rimani kroniki: "Oeselci, sosedje Kurov (Kuronov), so obdani z morjem in se nikoli ne bojijo močnih vojsk, saj je njihova moč v njihovih ladjah. Poleti, ko lahko potujejo čez morje, zatirajo okoliške dežele z napadi na kristjane in pogane".

## Bitke in pohodi
V Herikovi kroniki Livonije je opisana flota šestnajstih ladij in petsto Oselcev, ki so pustošili po pokrajinah sedanje južne Švedske, ki so takrat pripadale Danski. V XIV. knjigi Gesta Danorum Saxa Grammatica je opisana bitka na Ölandu leta 1170, v kateri je danski kralj Valdemar I. mobiliziral celotno svojo floto, da bi zajezil vdore kurskih in estonskih piratov. 
Livonska rimana kronika opisuje, da so Oselci uporabljali dve vrsti ladij, piratike in liburne. Prva je bila vojna ladja, druga pa predvsem trgovska ladja. Piratica je lahko prevažala približno 30 mož, imela visok premec v obliki zmaja ali kačje glave ter štirikotno jadro. 

## Religija in mitologija
Vrhovni bog Oselcev, kot ga je opisal Henrik Livonski, se je imenoval Tarapita. Po legendi, opisani v  kroniki, je bil Tarapita rojen na gozdnati gori v Virumaa (latinsko Vironia) v celinski Estoniji, od koder je odletel v Oesel na Saaremai. Ime Tarapita se je interpretiralo kot "Tara, na pomoč!" (estonsko Taara a(v)ita) ali "varuh Tara" (Taara pidaja). Tarapita je povezan s skandinavskim bogom Thorom. Zgodba o Tarapitovem letu iz Vironije na Saaremao je bila povezana z veliko meteoritsko katastrofo, ki se je po ocenah zgodila leta 660 ± 85 pr. n. št., in je oblikovala krater Kaali na Saaremai. 

## Jezik
Henrik Livonski je pisal o srečanju oselskih poganov z ujetim krščanskim misijonarjem Friderikom Zellskim v 13. stoletju. Henrik pravi, da so Oselci med mučenjem misijonarja vzklikali "Laula! Laula! Pappi!" (Poj! Poj! Duhovnik!). Ta finski izraz je bil osnova, da so oselski jezik prepoznali kot enega od takratnih finskih jezikov.

## Osvojitev Saaremae
Leta 1206 se je danska vojska pod poveljstvom kralja Valdemarja II. in lundskega škofa Andreasa izkrcala na Saaremai in poskušala ustanoviti trdnjavo, vendar ji to ni uspelo. Leta 1216 so Livonski bratje meča in škof Teodorik združili moči in napadli Saaremao čez zamrznjeno morje. V zameno so Oselci naslednjo pomlad napadli ozemlja v Latviji, ki so bila pod nemško oblastjo. Leta 1220 je švedska vojska pod vodstvom švedskega kralja Ivana I. in linköpinškega škofa Karla osvojila Lihulo v Rotaliji v zahodni Estoniji. Istega leta so Oselci napadli švedsko trdnjavo, jo osvojili in pobili celotno švedsko garnizijo, vključno z linköpinškim škofom. 
Leta 1222 je danski kralj Valdemar II. poskušal drugič osvojiti Saaremao in tokrat zgradil kamnito trdnjavo z močno garnizijo. Dansko trdnjavo so Oselci oblegali in jo po petih dneh osvojili. Danska garnizija se je vrnila v Reval, Teodorika, brata riškega škofa Alberta, in nekaj drugih pa so Oselci obdržali  kot talce in jamstvo za mir. Grad so Oselci zravnali z zemljo.
Leta 1227 so Livonski bratje meča in livonski škof Albert organizirali skupni napad na Saaremao. Po uničenju trdnjave Muhu in predaji trdnjave Valjala so Oselci formalno sprejeli krščanstvo.
Leta 1236 so po porazu Livonskih bratov meča v bitki pri Sauleju ponovno izbruhnili vojaški spopadi na Saaremai. 
Oselci so leta 1241 ponovno sprejeli krščanstvo s podpisom sporazumov z mojstrom livonskega reda Andreasom de Velvenom in škofijo Ösel-Wiek, v katerih so določili kazni za poganske obrede. Naslednji sporazum je leta 1255 podpisal mojster reda Anno Sangerhausenn in v imenu Oselcev starešine, katerih "imena" so latinski pisarji fonetično zapisali kot Ylle, Culle, Enu, Muntelene, Tappete, Yalde, Melete in Cake. Sporazum je Oselcem podelila nekaj izrednih pravic. Vključeval je edinstvene klavzule o lastništvu in dedovanju zemlje, družbenem sistemu in izvzetju nekaterih verskih običajev. 
Leta 1261 so se vojne nadaljevale, saj so se Oselci ponovno odpovedali krščanstvu in pobili vse Nemce na otoku. Nov mirovni sporazum je bila podpisan, potem ko so združene sile Livonskega reda, škofije Ösel-Wiek, sil Danske Estonije, vključno s celinskimi Estonci in Latvijci, premagale Oselce z osvojitvijo trdnjave Kaarma. Kmalu zatem je Livonski red v Pöideju zgradil kamnito utrdbo. 
24. julija 1343 so Oselci med vstajo v noči svetega Jurija pobili vse Nemce na otoku, utopili vse klerike in začeli oblegati grad Livonskega reda v Pöideju. Grad so zravnali z zemljo in pobili vse branilce. Februarja 1344 je Burchard von Dreileben vodil pohod na Saaremae čez zamrznjeno morje. Napadlci so osvojili oselsko trdnjavo in vodjo Oselcev Vesseja obesili. 
Zgodaj spomladi 1345 se je dogajal naslednji pohod Livonskega reda, ki se je končal s sporazumom, omenjenim v Kroniki Hermanna von Wartbergeja in Novgorodski prvi kroniki. Saaremaa je ostala vazal mojstra Livonskega reda in škofije Ösel-Wiek. Leta 1559 je po uničenju Livonskega reda v livonski vojni škofija Ösel-Wiek prodala Saaremao danskemu kralju Frideriku II., ki je ozemlje prepustil svojemu bratu, vojvodi Magnusu Holsteinskemu, dokler ni otok ponovno prišel pod neposredno dansko upravo in nato z Brömsebrskim sporazumom postal del Švedske.